# Trash (Album)
Trash ist das 18. Studioalbum und elfte Soloalbum des US-amerikanischen Rockmusikers Alice Cooper. Es erschien im Juli 1989 bei Epic Records. Es ist vor allem bekannt für die Hit-Single Poison, einer Zusammenarbeit Coopers mit dem gefragten US-Produzenten Desmond Child, der für die Produktion des gesamten Albums verantwortlich war.

## Hintergrund
Das Album wurde als „zahmer als seine Vorgänger“ Constrictor, Alice Coopers Comeback nach einer recht erfolglosen Phase Anfang der 1980er, sowie Raise Your Fist and Yell beschrieben und enthält zumeist recht polierte, eingängige Hardrock-Songs. Zwei davon, Only My Heart Talkin’, bei dem Steven Tyler von Aerosmith mitsingt, und Hell Is Living Without You sind Balladen. Auch ansonsten sind zahlreiche Gastmusiker des Hardrock-Bereichs beteiligt, darunter fast die komplette Band Aerosmith, Kip Winger, und Jon Bon Jovi, der beim Titelsong zu hören ist. Richie Sambora von Bon Jovi und Steve Lukather spielen bei Hell Is Living Without You Gitarrensoli.
Produziert wurde das Album von Bon-Jovi-Produzent Desmond Child, der auch bei den meisten Songs mitschrieb. Auch weitere Gastmusiker waren am Songwriting beteiligt, so etwa Joan Jett bei House of Fire oder Jon Bon Jovi und Richie Sambora bei Hell Is Living Without You. Vier Singles wurden ausgekoppelt, nach Poison waren dies 1989 Bed of Nails, House of Fire und 1990 Only My Heart Talkin’, die allesamt einige Präsenz im Musikfernsehen erlangten. Auf der anschließenden, ein Jahr dauernden Tour wurde das Homevideo Alice Cooper Trashes the World gedreht. Bei der Tour spielte Al Pitrelli (später bei Savatage und Megadeth) Gitarre, der somit auch im Video zu sehen ist.
Der Albumtitel ist dem gleichnamigen Song entnommen, er handelt von einer Frau, die als „high class tramp“, als „Oberschicht-Flittchen“ beschrieben wird, sich aber, sobald sie die „sheets“, die „Bettlaken“ berührt, in „trash“, übersetzt etwa „Schund“ oder „Gesindel“, verwandelt. Mit dem Titel wurden dann während der Tournee Wortspiele wie „trashes the World“ (etwa „müllt die Welt zu“) unternommen.

## Titelliste
1. Poison (Alice Cooper, Desmond Child, John McCurry) – 4:29
2. Spark in the Dark (Alice Cooper, Desmond Child) – 3:52
3. House of Fire (Alice Cooper, Desmond Child, Joan Jett) – 3:47
4. Why Trust You (Alice Cooper, Desmond Child) – 3:12
5. Only My Heart Talkin’ (Alice Cooper, Bruce Roberts, Andy Goldmark) – 4:47
6. Bed of Nails (Alice Cooper, Desmond Child, Diane Warren) – 4:20
7. This Maniac’s in Love with You (Alice Cooper, Desmond Child, Bob Held, Tom Teeley) – 3:48
8. Trash (Alice Cooper, Desmond Child, Mark Frazier, Jamie Sever) – 4:01
9. Hell Is Living Without You (Alice Cooper, Desmond Child, Jon Bon Jovi, Richie Sambora) – 4:11
10. I’m Your Gun (Alice Cooper, Desmond Child, John McCurry) – 3:47

### Bonustracks (Japan)
1. Cold Ethyl (Alice Cooper, Bob Ezrin) – 3:12 (Live)
2. Ballad of Dwight Fry (Alice Cooper, Michael Bruce) – 7:22 (Live)

Außerhalb Japans erschienen diese Live-Aufnahmen auch auf der B-Seite der Single Poison.

## Rezeption
Das Album zählt zu den größten Erfolgen Coopers. Es war das erfolgreichste Album für ihn seit den 1970er-Jahren, insbesondere mit der Single Poison, die in vielen Ländern die Top 10 der Charts erreichte, darunter Platz 7 in den USA. Das Album stieg in den Charts bis auf Platz zwei in Großbritannien und auf Platz 20 in den USA, wo es Platin erhielt.
Auch die Kritiken fielen für Cooper überwiegend positiv aus. Auf allmusic.com etwa schrieb Alex Henderson, Trash habe Alice Cooper zeitweise die Sichtbarkeit zurückgegeben, die er verdiene. „Schock-Rock“ sei aber nicht zu hören, die Platte habe eher auf das Mötley-Crüe-/Guns-N’-Roses-Publikum abgezielt. Die Bewertung lag bei vier von fünf Sternen. Götz Kühnemund vom Rock Hard überzeugte das Album zur damaligen Zeit erst nach einer „Eingewöhnungsphase“. Er sah die Songs als „Paradebeispiele für guten Hardrock“, trotz der teilweisen Anlehnung an Bon Jovi. Er vergab 8,5 von zehn Punkten.

## Kommerzieller Erfolg

### Chartplatzierungen
| ChartsChartplatzierungen       | Höchstplatzierung | Wochen/ Monate |
| ------------------------------ | ----------------- | -------------- |
| Deutschland (GfK)              | 16 (53 Wo.)       | 53 Wo.         |
| Österreich (Ö3)                | 4 (4 Mt.)         | 4 Mt.          |
| Schweiz (IFPI)                 | 10 (28 Wo.)       | 28 Wo.         |
| Vereinigte Staaten (Billboard) | 20 (43 Wo.)       | 43 Wo.         |
| Vereinigtes Königreich (OCC)   | 2 (12 Wo.)        | 12 Wo.         |

| ChartsJahrescharts (1989) | Platzierung |
| ------------------------- | ----------- |
| Deutschland (GfK)         | 90          |

| ChartsJahrescharts (1990) | Platzierung |
| ------------------------- | ----------- |
| Deutschland (GfK)         | 51          |

### Auszeichnungen für Musikverkäufe
| Land/Region               | Auszeichnungen für Musikverkäufe (Land/Region, Auszeichnung, Verkäufe) | Verkäufe  |
| ------------------------- | ---------------------------------------------------------------------- | --------- |
| Australien (ARIA)         | Platin                                                                 | 70.000    |
| Deutschland (BVMI)        | Gold                                                                   | 250.000   |
| Finnland (IFPI)           | Gold                                                                   | 50.912    |
| Kanada (MC)               | Platin                                                                 | 100.000   |
| Neuseeland (RMNZ)         | Platin                                                                 | 15.000    |
| Österreich (IFPI)         | Gold                                                                   | 25.000    |
| Schweden (IFPI)           | Gold                                                                   | 50.000    |
| Schweiz (IFPI)            | Gold                                                                   | 25.000    |
| Vereinigte Staaten (RIAA) | Platin                                                                 | 1.000.000 |
| Insgesamt                 | 5× Gold · 4× Platin ·                                                  | 1.585.912 |

## Videoveröffentlichungen zuTrash

### Video Trash
Im Jahr 1990 erschien eine Videokompilation, die die folgenden Musikvideos enthält:
1. Poison
2. House of Fire
3. Bed of Nails

### Trashes the World
Ebenfalls 1990 erschien unter der Regie von Nigel Dick auch ein Konzertfilm der vergangenen Tournee, welcher 2004 auch auf DVD erschien. Enthalten sind die folgenden Titel:
1. Trash
2. Billion Dollar Babies
3. I’m Eighteen
4. I’m Your Gun
5. Desperado
6. House of Fire
7. No More Mr. Nice Guy
8. This Maniac’s in Love with You
9. Steven
10. Welcome to My Nightmare
11. Ballad of Dwight Fry
12. Gutter Cats vs. the Jets
13. Only Women Bleed
14. I Love the Dead
15. Poison
16. Muscle of Love
17. Spark in the Dark
18. Bed of Nails
19. School’s Out
20. Under My Wheels
21. Abspann – Only My Heart Talkin’